# Mary Stocks
Mary Danvers Stocks, Baroneasă Stocks (născută Brinton; 25 iulie 1891 – 6 iulie 1975) a fost o scriitoare britanică. Ea a avut legături strânse cu familiile Strachey, Wedgwood și Ricardo. Familia ei a fost profund implicată în schimbările petrecute în Epoca Victoriană, iar Stocks s-a implicat la rândul ei în susținerea dreptului de vot pentru femei, al statului bunăstării și al altor aspecte ale vieții sociale.

## Studii și căsătoria
Stocks s-a născut la Londra, ca fiică a medicului generalist Roland Danvers Brinton. Politicienii Tim Brinton și Sal Brinton, Baroneasă Brinton sunt veri ai lui Mary Stocks.
Mama ei Constance (născută Rendel) era înrudită cu Eleanor și Philippa Strachey. Ea a urmat Școala de Fete St Paul's. A militat pentru dreptul de vot al femeilor și s-a alăturat lui Millicent Fawcett în Uniunea Națională a Societăților pentru dreptul de vot al femeilor (NUWSS), care a devenit mai târziu Uniunea Națională a Societăților pentru egalitate cetățenească (NUSEC). A urmat cursurile London School of Economics (LSE), pe care le-a absolvit în 1913 cu o diplomă de merit în domeniul economiei.
S-a căsătorit cu filosoful John Leofric Stocks în decembrie 1913. Soțul ei era profesor la St John's College, Oxford. Au avut un fiu și două fiice. 

## Cariera
În timpul Primului Război Mondial, Mary Stocks a predat la LSE și la King's College din Londra, în timp ce soțul ei a fost trimis în Franța cu Corpul de Pușcași Regali; el a fost decorat cu Ordinul pentru Servicii Deosebite. 
Ea a fost membru al comitetului NUWSS; a militat pentru alocații familiale (acordate în cele din urmă în 1945) și controlul nașterii; ea a fost, de asemenea, redactor al revistei NUSEC Woman's Leader, a susținut hirotonirea femeilor preoți și remunerație egală pentru femei. S-a opus, de asemenea, vestimentației restrictive pentru femei: ca o chestiune practică, ea nu purta o pălărie sau machiaj, prefera pantofi cu talpă plată și avea părul scurt. Ea s-a implicat în Workers' Educational Association.
După război, s-a mutat la Oxford împreună cu soțul ei și a predat istoria economică la Colegiul Somerville și la Lady Margaret Hall. Familia s-a mutat în 1924 la Manchester, unde soțul ei a devenit profesor de filozofie. Ea a lucrat ca funcționar la Manchester din 1930 până în 1936. Familia s-a mutat din nou la Liverpool în 1937, unde soțul ei a fost vicecancelar timp de 6 luni. 
După ce soțul ei a murit brusc în 1937, Stocks s-a mutat înapoi la Londra și a devenit secretar al Consiliului de Servicii Sociale de la Londra. În 1939 a devenit directoare a Colegiului Westfield unde a rămas, inclusiv în perioada când colegiul a fost mutat temporar la Oxford în timpul celui de-al Doilea Război Mondial, până când s-a pensionat în anul 1951.
A făcut parte din mai multe comitete guvernamentale, fiind de multe ori singura femeie de acolo. 

## Politică
Stocks a concurat pentru mandatul oferit Universității din Londra în alegerile generale din 1945 ca progresist independent. Adversarul ei era deputatul independent care susținea guvernul lui Churchill. A obținut 149 de voturi și a câștigat mandatul de deputat.
În 1946 Stocks a concurat pentru un mandat oferit Combined English Universities în calitate de candidat independent. Alegerile au fost cauzate de moartea lui Eleanor Rathbone (președinte al NUSEC, a cărei biografie a scris-o Stocks în 1949). Ea a fost unul dintre cei cinci candidați care au pierdut.

## Ultimii ani
Stocks a obținut o recunoaștere publică mai târziu, atunci când a lucrat la radiodifuziune și a apărut frecvent la Any Questions?, o emisiune-concurs.
Ea a făcut parte în cele din urmă din Camera Lorzilor, ca urmare a faptului că a fost înnobilată ca Baroneasa Stocks a Domeniului Regal Kensington and Chelsea pe 17 ianuarie 1966. Ea i-a scris autobiografia. A fost angajată să scrie o carte despre primii 50 de ani ai WEA (Workers Educational Association), care a fost fondată în 1903, publicată în 1953.
Ea a primit mai multe titluri de doctor honoris causa, inclusiv de la Universitatea din Manchester în 1955, de la Universitatea din Liverpool în 1956 și de la Universitatea din Leeds în 1957. A fost membru al comitetului consultativ pentru Proiectul Anti-Concorde.
A murit în Kensington.

## Cărți
- Fifty Years in Every Street
- Eleanor Rathbone
- History of the Workers' Educational Association
- A One Hundred years of District Nursing
- Ernest Simon of Manchester (UK)
- Unread Best-seller
- My Commonplace Book (autobiografie)
- The Workers Educational Association: The First Fifty Years.